# Проспект Мира (Чернигов)

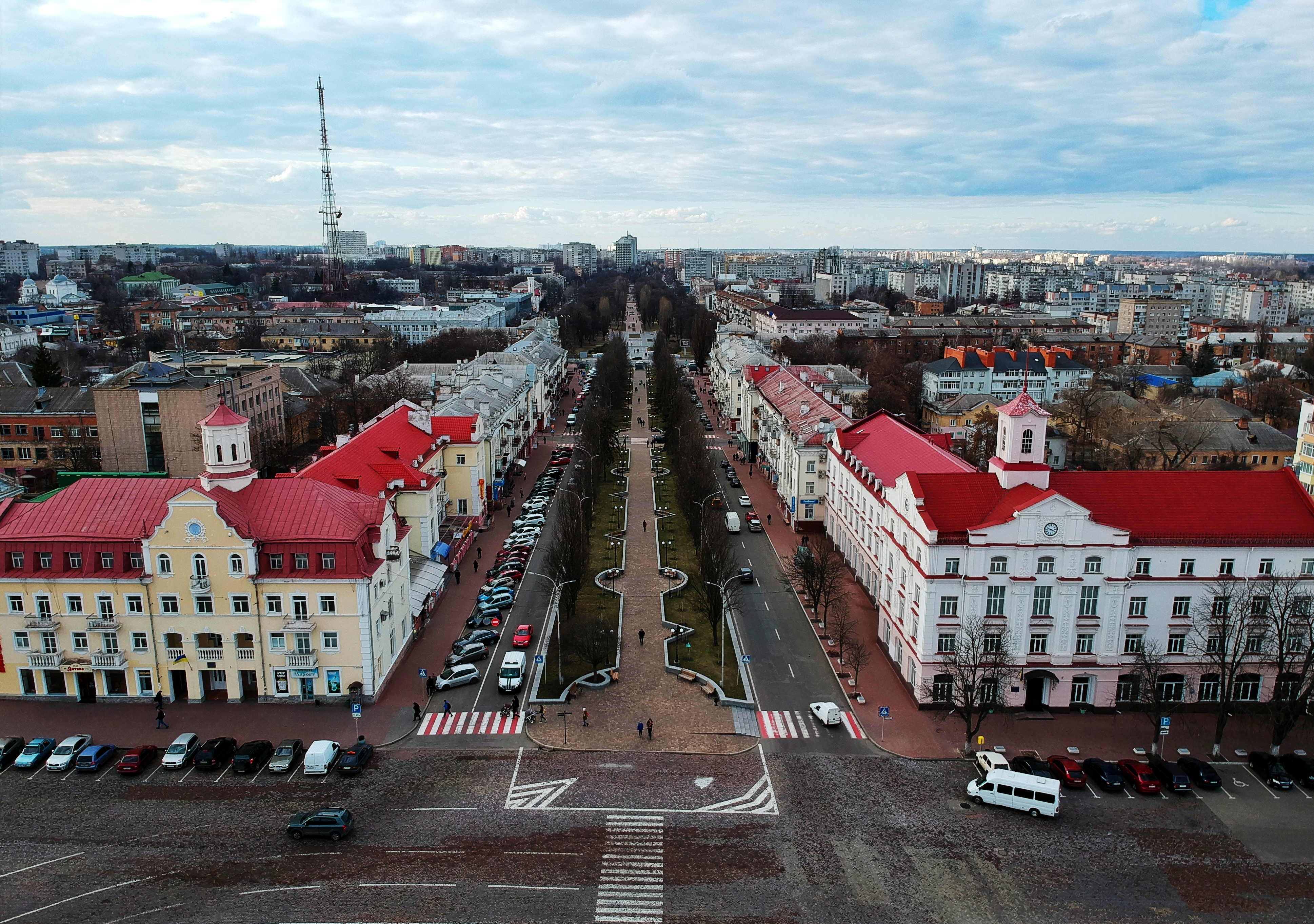
Вид с воздуха на проспект Мира от Красной площади

Проспект Мира (укр. Проспект Миру) — улица в Деснянском районе города Чернигова, одна из главных транспортных артерий города, длиннейшая улица города. Пролегает с юга на север в рамках административных границ города. Один из четырёх проспектов города — стал вторым по дате присвоения статуса проспектом города Чернигова.
Примыкают улицы Старый вокзал, Урочище Святое, Лесковицкая, Старостриженская, Подвальная, Новая, Елецкая, Преображенская, Святониколаевская, Шевченко, Магистратская, Гетмана Полуботка, Коцюбинского, проспект Победы, Рыночная, Киевская, Ивана Мазепы, Пирогова, Софии Русовой, Вячеслава Черновола, Гоголя, Ивана Богуна, Котляревского, Кирпичная, Мартына Небабы, переулок Елены Белевич, Елены Белевич, Героев Чернобыля, Казацкая, Общественная, Лётная, Академика Рево, Гастелло, Максима Загривного, Ремзаводская, Олега Кошевого, Михалевича, Литовская, Тычины, Николая Неборака, Владимира Дрозда, Кольцевая, Подводника Китицына, Полевая (Новый Белоус).

## История
В XVIII веке улица пролегала от крепости черниговского Детинца до Пятницкого поля (современная Красная площадь) и называлась Любечской или Киевской. Затем, согласно плану застройки Чернигова 1805 года, её продлили от Пятницкого поля до Ковалёвки (до современной Киевской улицы). При этом были учтены принципиальные положения регулярного плана 1786 года и реальная градостроительная ситуация того времени. С того времени старую часть (от Вала до Красной площади) называли Красной, а новую (от Красной площади до Ковалёвки) — Любечской. Проложив шоссейный путь Киев—Петербург, Красную улицу продлили от Вала до окраины города и назвали Шоссейной, а Любечскую — Торговой. С конца XIX века за свей улицей закрепилось название Шоссейная. Кроме Шоссейной, на «плане города Чернигова» 1905 года обозначена Святославская улица, расположенная параллельно (западнее) Шоссейной улице — от Подвальной улицы до Красной площади.
Почти до конца XIX века на современном проспекте стояли одноэтажные деревянные дома. В конце XIX века — начале XX века между Валом и Базарной площадью (ныне Красная) ряд каменных зданий, в том числе гимназии, Николаевского епархиального братства, иллюзиона «Наука и жизнь», гостиниц (Бадаева, «Марсель», «Гранд-отель»). На прилегающей к Базарной площади Святославской улице в 1814 году было возведено здание губернской земской управы (ныне Черниговская областная государственная администрация). За Базарной площадью — на месте Александровской площади (в юго-восточной её части) — были возведены здание Пожарного общества (1893) и народная школа (1912) (затем Институт физических методов лечение имени Воровского, ныне поликлиника).
7 ноября 1919 года этой улицей вошла в город Красная армия и установили контроль над городом, выбив белые войска. В 1919 году Шоссейная улица была вновь продлена на север до окраины города и названа в честь украинского поэта Т. Г. Шевченко.
Незадолго до Великой Отечественной войны на современном проспекте были возведены несколько многоэтажных домов и административные здания, в том числе дом учителя, кинотеатр им. Н. А. Щорса, гостиница «Десна», два корпуса городской больницы. В доме, где долгое время жил Л. И. Глебов был открыт музей (разрушен во время войны, в 1977 году установлен памятный знак на месте дома). В период оккупации во время Великой Отечественной войны часть зданий была разрушена.
Согласно послевоенного плана застройки города участок между площадью Куйбышева (ныне Красная) и улицей Войкова (ныне Вячеслава Черновола) был закрыт, и проложен новый широкий, с бульваром посредине, от площади Куйбышева до улицы Войкова. Далее на север две проезжие полосы сливаются в одну и достигают завода автозапчастей (ныне «Черниговский автозавод»). Кроме того на бульварной части улицы, что южнее площади Куйбышева, создана Аллея Героев.
После Великой Отечественной войны некоторые из разрушенных зданий были отстроены, в частности бывший первый кинотеатр (кинотеатр Раковского) (дом № 19), кинотеатр имени Н. А. Щорса (дом № 3 Магистратской улицы), гостиница «Десна» (дом № 20/1), областной комитет компартии (дом № 41, сейчас библиотека имени В. Г. Короленко). На бульваре установлены памятники В. И. Ленину (пересечение с проспектом Октябрьской революции) и М. В. Фрунзе (перед Екатерининской церковью); ныне демонтированы. Возведены новые здания, в том числе главный почтамт (дом № 28/86), гостиница «Украина» (дом № 33/88), магазин «Детский мир» (дом № 30), кооперативные предприятия торгового и общественного питания, «Полесье» (дом № 32), ювелирный магазин «Янтарь» (дом № 19, на месте где была гостиница «Царь-град»), обком Компартии Украины (ныне Главное территориальное управление юстиции в Черниговской области), дом политического образования (дом № 45), дом быта (дом № 53), торговый центр «Дружба» (дом № 49, 1974 год), 21-этажная гостиница «Градецкая» (дом № 68, 1983 год).
В 1961 году  улица Т. Г. Шевченко и часть улицы Максима Горького были объединены в единую улицу Ленина — в честь российского революционера, советского политического и государственного деятеля Владимира Ильича Ленина. С переименованием центральной улицы города, были переименованы две другие улица имени В. И. Ленина в улица Максима Горького и Советская улица в улица Шевченко.
В 1965 году была построена контактная линия по улице Ленина. 2 августа 1965 года — открыт новый троллейбусный маршрут № 4 — на участке между улицами Щорса и Кирова, связав Химволокно с селом Коты. 5 сентября 1965 года маршрут № 2 был изменён на пролегание по улице Ленина — на участке между улицами Шевченко и Кирова, связав Бобровицу и Коты.
В 1969 году был открыт «Черниговский юридический техникум» (дом № 119), который имел два отделения юридическое (с 1969) и бухгалтерское (с 1972); включал учебный корпус с 19 аудиториями, лаборатории, спортивный зал, библиотеку, читальный зал, столовую, 2 общежития. Реорганизован в «Черниговский государственный институт права, социальных технологий и труда» (Казацкая, дом № 1 А или 1А/119).
В 1982 году построены 9-14-этажные дома на улице Ленина, в том числе вокруг новой площади Дружбы народов, силами комбината «Черниговгорстрой».
В 1984 году контактная линия была продлена на два километра в северном направлении: от улицы Кирова до предприятия «Черниговавтодеталь». 22 июля 1982 года маршрут № 3 был закрыт, затем маршрут изменили на период 6 февраля 1984 года — 6 декабря 1991 года «Камвольно-суконный комбинат — Черниговавтодеталь», с 1 июля 1999 года конечная маршрута изменилась с КСК на ж/д вокзал. В 1980-е годы улица Ленина стала участком (после примыкания Боевой улицы) нового троллейбусного маршрута № 10, который связал крайние северный и восточный районы ЗАЗ и Бобровицу.
7 июня 2001 года улица Ленина преобразована в проспект с современным названием проспект Мира. Таким образом Проспект Мира стал одним из двух проспектов города Чернигова (другой — проспект Победы).
14 июня 2017 года троллейбусный маршрут № 2, проходящий по большей части проспекта Мира, был закрыт. 15 июня 2017 года взамен появился маршрут № 9 — повторил маршрут № 2, продлив его на северо-восток по улице Шевченко и далее Рокоссовского, связав ЗАЗ с городской больницей № 2; 9 августа 2019 года — № 9А — такой же, но через площадь Пять углы.

## Застройка
Начало (левый берег Десны) проспекта без застройки. Далее проспект пересекает реку Десна. Угол проспекта и Преображенской улицы (Детинец) занят парком культуры и отдыха. На бульварной части проспекта — от Детинца (перекресток с улицей Подвальная) до площади Дружбы народов — разбиты парковые территории: Аллея героев и Бульвар. Начало улицы (до примыкания Подвальной улицы) расположено в пойме реки Десна.
Парная и непарная стороны проспекта между улицей Преображенская и проспектом Победы заняты малоэтажной жилой застройкой (3-этажные и 4-этажные дома), учреждениями обслуживания. Парная сторона между проспектом Победы и улицей Киевская занята учреждениями обслуживания (только один 5-этажный жилой дом), непарная — преимущественно многоэтажной жилой застройкой (5-этажные дома), учреждениями обслуживания. Между улицами Киевская и Пирогова застройка представлена учреждениями обслуживания — торговый центр, дом быта, больница. На площади Дружбы народов расположены 5-этажные и 14-этажные дома; перекресток проспекта и улицы Котляревского застроен 9-этажными домами, гостиницей «Градецкий».
Далее на север идёт усадебная застройка, которая чередуется кварталами малоэтажной и многоэтажной жилой застройки районов Боевая (непарная сторона проспекта между улицами Героев Чернобыля и Лётная) и Ремзавод (парная и непарная стороны), многоэтажной жилой застройки парной стороны между улицами Академика Рево и Максима Загривного (парная сторона), многоэтажной жилой застройки района ЗАЗ (непарная). Конец улицы (после примыкания улицы Максима Загривного) частично занят территорией промышленных («Октябрьский молот», кирпичный завод, «Черниговавтодеталь») и коммунальных предприятий.
Проспект с улицами Шевченко, Гетмана Полуботка и Магистратской образовывает Красную площадь, с проспектом Победы — площадь Ленина, а с улицами Вячеслава Черновола и Софии Русовой — площадь Дружбы Народов.
|                                                  |                                          |                                   |                                               |
| непарная сторона проспекта возле Красной площади | городская больница № 1                   | ЦУМ «Чернигов» (бывший «Дружба»)  | площадь Дружбы народов                        |
|                                                  |                                          |                                   |                                               |
| возле гостиницы «Градецкая» — вид на север       | перед примыканием улицы Героев Чернобыля | проспект на Ремзаводе — вид на юг | возле Областной больницы — в направлении ЗАЗа |

Учреждения:
1. дом № 13 — Учебно-научный институт истории, этнологии и правоведения имени А. М. Лазаревского (подразделение «Черниговского коллегиума»)
2. дом № 14 — Главное управление Госгеокадастра в Черниговской области
3. дом № 15 — Черниговский областной филармонический центр фестивалей и концертных программ
4. дом № 16 А — Черниговское музыкальное училище им. Л. В. Ревуцкого (корпус № 2)
5. дом № 17 — отделение связи «Укрпочта» № 6
6. дом № 18 — Черниговская областная государственная администрация
7. дом № 19 — бывший ювелирный магазин «Янтарь»
8. дом № 20/1 — Черниговский областной хозяйственный суд
9. дом № 23 — Черниговский областной музыкально-драматический театр имени Т. Шевченко
10. дом № 28/86 — Главный почтамт
11. дом № 29 А — детсад № 23
12. дом № 30 — магазин «Детский мир»
13. дом № 32 — офис телеканала «Детинец»
14. дом № 32 — торговый центр «Полесье»
15. дом № 33/88 — гостиница «Украина», бывшая гостиница «Славянская»
16. дом № 34 — союз художников
17. дом № 36 — поликлиника № 1 городской больницы № 1
18. дом № 40 — школа № 1
19. дом № 41 — Черниговская областная универсальная научная библиотека имени В. Г. Короленко
20. дом № 43 — Главное территориальное управление юстиции в Черниговской области; Черниговский центр переподготовки и повышения квалификации работников органов государственной власти, органов местного самоуправления, государственных предприятий, учреждений и организаций
21. дом № 43 А — подстанция скорой медицинской помощи
22. дом № 44 — Черниговская городская больница № 1
23. дом № 49 — бывший торговый центр «Дружба»: затем «Мегацентр», сейчас «ЦУМ Чернигов»
24. дом № 51 — бывший кинотеатр «Дружба»
25. дом № 53 — бывший дом быта, ныне офисный центр
26. дом № 68 — гостиница «Градецкая» (закрыта)
27. дом № 89 — отделение связи «Укрпочта» № 5
28. дом № 100 — Храм Архистратига Михаила
29. дом № 116 А — Департамент социальной защиты населения Черниговской облгосадминистрации
30. дом № 137 — школа № 11
31. дом № 169 — бывший кинотеатр «Форсаж»
32. дом № 190 — отделение связи «Укрпочта» № 37
33. дом № 194 — Черниговский ремонтно-механический завод «Октябрьский молот» — территория занята торговыми площадями
34. дом № 201 — ясли-сад № 59
35. дом № 207 А — школа № 28
36. дом № 207 Б — школа № 33
37. дом № 211 — Черниговский областной онкологический диспансер
38. дом № 217 — поликлиника и больница УМВД
39. дом № 247 — Черниговский профессиональный строительный лицей № 18
40. дом № 257 — отделение связи «Укрпочта» № 7
41. дом № 312 — территория «Черниговавтодеталь» — сейчас ЗАО «Черниговский автозавод», ООО «Украинский кардан», ООО «Черниговский кузнечный завод»

|                                                      |                                                             |                                              |                                                    |
| Здание Николаевского епархиального братства (справа) | Здание губернской земской управы                            | Здание гостиницы «Десна» (справа)            | Здание драматического театра имени Т. Г. Шевченко  |
|                                                      |                                                             |                                              |                                                    |
| Здание главного почтамта                             | Здание пожарного общества                                   | Здание института физических методов лечения  | Здание дворянского и селянского поземельного банка |
|                                                      |                                                             |                                              |                                                    |
| Здание «школы слепых»                                | Памятный знак «Место, где находилась гостиница „Царь-град“» | Здание, где училась партизанка Елена Белевич | Здания казарм                                      |

Памятники архитектуры и истории местного значения:
1. дом № 15 — Здание Николаевского епархиального братства (конец XIX века)
2. дом № 18/7 — Губернская земская управа (конец XIX — начало XX веков)
3. дом № 41 — Здание дворянского и крестьянского поземельного банка (1910-1913)

Памятники архитектуры местного значения:
1. дом № 20/1 — Здание гостиницы «Десна» (1952)
2. дом № 23/2 — Здание драматического театра им. Т. Г. Шевченко (1958)
3. дом № 28 — Здание главного почтамта (1956)
4. дом № 34 — Здание пожарного общества (начало XX века)
5. дом № 36 — Здание института физических методов лечения (начало XX века)

Памятники истории:
1. левый берег Десны — Место боя куренеюй Директории и Богунского полка или Обелиск бойцам Богунского полка (1919) — местного значения
2. На Аллее Героев — памятный знак на месте дома, где жил Л. И. Глебов (памятный знак 1977) — местного значения
3. дом № 16 А — Здание «школы слепых» (1914—1916, 1945) — вновь выявленный
4. дом № 19 — памятный знак «Место, где находилась гостиница „Царь-град“», возле магазина «Янтарь» (1824—1846, памятный знак 1989) — местного значения
5. дом № 35 — мемориальная доска, где жил последние годы лингвист В. М. Ганцов (1892—1979, мемориальная доска 1993) — вновь выявленный
6. дом № 116 — Дом Рашевского (конец XIX века) — местного значения, утрачен
7. дом № 137 — Дом, где училась Елена Белевич (1939—1941) — местного значения

Памятники монументального искусства местного значения:
1. перед фасадом дома № 41 — Памятник Н. Н. Попудренко (1982)
2. перед фасадом дома № 137 — Памятник Н. А. Островскому — снят у государственного учёта, демонтирован

3-этажные жилые дома № 143, 151, 153 — здания казарм — объекты культурного наследия, не взятые на государственный учёт. На участке между улицей Преображенская и проспектом Победы есть ряд исторических зданий, что не являются памятниками архитектуры или истории, например Дом издательства «Сиверянская правда» (дом № 13), а также Дом врачей Полторацких (дом № 74).
Мемориальные доски:
1. дом № 12 — Герою Советского Союза Александру Александровичу Блау — на доме, где жил
2. дом № 15 — советскому и украинскому партийному и государственному деятелью Григорию Ивановичу Петровскому (1978) — демонтирована — на фасаде филармонии, где в январе 1934 года проходила областная партийная конференция, в которой брал участие Петровский[8]
3. дом № 17 — Герою Советского Союза Ростиславу Давыдовичу Ящуку — на доме, где жил (1959—1985)
4. дом № 18 — воинам-освободителям Чернигова — демонтирована — на здании, где 21 сентября 1943 года советскими солдатами был установлен красный флаг
5. дом № 18 — Борису Дмитриевичу Гринченко — на здании губернской земской управы, где работал
6. дом № 18 — Михаилу Михайловичу Коцюбинскому — на здании губернской земской управы, где работал (1898—1901)
7. дом № 18 — Владимиру Ивановичу Самийленко — на здании губернской земской управы, где работал (1893—1900)
8. дом № 21 — Герою Советского Союза Николаю Кузьмичу Наумчику — на доме, где жил (1951—1994)
9. дом № 37 — украинскому языковеду, уроженцу Чернигова Всеволоду Михайловичу Ганцову — на доме, где жил
10. дом № 40 — воину-интернационалисту Игорю Григорьевичу Алексееву — на здании школы № 1, где учился
11. дом № 41 — Герою Советского Союза Николаю Никитичу Попудренко — на здании областного комитета КП(б)У, где работал
12. дом № 41 — семье Русовых (Софие Фёдоровне и Александру Александровичу) одним из основателей Черниговской общественной библиотеки
13. дом № 137 — участнице партизанского движения в Украинской ССР времён Великой Отечественной войны Елене Иосифовне Белевич — на здании школы № 10 (сейчас № 11), где училась
14. дом № 137 — подпольной молодёжной организации «Юные патриоты» времён Великой Отечественной войны под руководством Елены Белевич — на здании школы № 10 (сейчас № 11), где учились ученики-участники
15. дом № 137 — участнику вооружённого конфликта на Востоке Украины Владимиру Близнюку[9] — на здании школы № 11 (новый корпус), где учился
16. дом № 207 А — участникам вооружённого конфликта на Востоке Украины Виталию Викторовичу Рябову, Александру Борисовичу Сабада, Максиму Леонидовичу Третяку — на здании школы № 28, где учились
17. дом № 207 А — воину-интернационалисту Константину Валентиновичу Башкирцеву — на здании школы № 28, где учился
18. дом № 207 Б — участникам вооружённого конфликта на Востоке Украины Владимиру Николаевичу Ющенко и Александру Николаевичу Шурину — на здании школы № 33, где учились
19. дом № 247 — воинам-интернационалистам Ивану Борщевскому и Владимиру Жиле[10] — на здании лицея № 18, где учились
20. дом № 247 — участникам Вооружённого конфликта на Востоке Украины Максиму Сергеевичу Головатому, Максиму Александровичу Ковалю, Евгению Анатолиевичу Кравченко, Геннадию Владимировичу Куц, Сергею Викторовичу Петрик, Анатолию Михайловичу Сокирко — на здании лицея № 18, где учились
21. дом № 249 — район ЗАЗ построен усилиями трудового коллектива Черниговского завода автомобильных запасных частей под руководством Мирошниченко В. А. — аннотация района ЗАЗ